# Hilma Barcklind
Hilma Alfrida Nadeschda Matsson, conocida como Hilma Barcklind (Estocolmo, 31 de octubre de 1883-Estcolmo, 9 de diciembre de 1970) fue una actriz y soprano cantante de ópera y opereta sueca. 

## Biografía
Nacida en Estocolmo, Suecia, su verdadero nombre era Hilma Alfrida Nadeschda Matsson.
Barcklind estudió canto bajo la dirección de Jeanette Jacobsson, Davida Hesse y John Forsell. Debutó en 1906 interpretando a Anna en El cazador furtivo, obra representada en la Ópera Real de Estocolmo. Posteriormente trabajó para el director Anton Salmson en el Operett-teatern en 1909-1910, con Carl Barcklind en 1911-1912, y con Albert Ranft en 1912-1922 y 1925-1927. 
Hilma Barcklind falleció en Estocolmo, Suecia, en 1970. Se había casado en 1909 con el director de banca Ragnar Nyström, y en 1913 con el actor Carl Barcklind.

## Teatro (selección)
- 1904 : Las bodas de Fígaro, de Pierre-Augustin de Beaumarchais, Svenska teatern, Estocolmo[1]
- 1909 : H.K.H., de Léon Xanrof, Ivan Caryll y Jules Chancel, Operett-teatern[2]
- 1912 : Kommanditbolaget Wall, Berger & C:o, de Einar Fröberg, escenografía de Knut Nyblom, Vasateatern[3]
- 1915 : El conde de Luxemburgo, de Franz Lehár, Alfred Maria Willner y Robert Bodansky, Oscarsteatern[4]
- 1918 : El murciélago, de Johann Strauss (hijo), Karl Haffner y Richard Genée, Oscarsteatern[5]

## Teatro radiofónico
- 1940 : 33,333, de Algot Sandberg, dirección de Carl Barcklind[6]
- 1940 : När nämndemansmoras Ida skulle bortgiftas, de Nanna Wallensteen, dirección de Carl Barcklind[7]

## Filmografía (selección)
- 1913 : De lefvande dödas klubb
- 1919 : Hemsöborna
- 1942 : Vårat gäng
- 1944 : Prins Gustaf
- 1946 : Hotell Kåkbrinken
- 1951 : Puck heter jag
- 1952 : Klasskamrater